# Irene Hernández de Jesús
Irene Hernández de Jesús (San Pedro y San Pablo Ayutla, 20 de octubre de 1958-Ibídem, 4 de abril de 2021) fue una maestra y activista mixe, pionera de la participación política de las mujeres en la región mixe de Oaxaca, México. Después de ocupar varios cargos comunitarios, la asamblea del municipio de San Pedro y San Pablo Ayutla la eligió como presidenta municipal para el año 2007, convirtiéndose en la primera presidenta municipal de Ayutla y de toda la región mixe.

## Trayectoria
Irene Hernández de Jesús nació el 20 de octubre de 1958 en San Pedro y San Pablo Ayutla, Oaxaca. Con el fin de continuar sus estudios, emigró a la ciudad de Monterrey, donde residió por una década.: 109–111  Más tarde, cursó una licenciatura en educación y se desempeñó por varios años como profesora de primaria bilingüe en la Sierra Mixe de Oaxaca.: 112–114 
Las primeras experiencias de Irene Hernández en la administración pública se dieron con su nombramiento como secretaria del albergue escolar de Ayutla y con su participación en el comité de festejos, experiencia que luego cimentó como tesorera municipal.: 129  Esta trayectoria le permitió acceder por medio de la vía tradicional del escalafón a la presidencia del municipio, cargo para el que fue elegida por la asamblea comunitaria de San Pedro y San Pablo Ayutla en 2006.: 129, 142  Poco antes de su nombramiento, había participado como ponente en el Primer Encuentro Regional de Mujeres Mixes organizado en Ayutla en 2005.
Durante su año de gestión, adoptó un papel mediador y de imparcialidad respecto a las relaciones de la presidencia municipal con la asamblea comunitaria, las agencias municipales y los varones que cuestionaban la nueva autoridad femenina.: 152–153, 183  Gestionó el presupuesto del municipio entre las agencias municipales y el restante fue invertido en diferentes rubros, como drenaje y agua potable, construcción de caminos, ampliación de la red eléctrica y en el mantenimiento de escuelas y clínicas locales.: 154, 213 
Tras su paso por la presidencia municipal, continuó su activismo contra la desigualdad de género en la región y aspiró a la posibilidad de contender por el cargo de la alcaldía, el único puesto superior al de la presidencia en el escalafón de Ayutla.: 224, 226  En 2017 se sumó al reclamo por las agresiones contra el suministro de agua de Ayutla, producto del conflicto limítrofe existente con el municipio Tamazulápam del Espíritu Santo.
Falleció en su localidad natal el 4 de abril de 2021.

## Reconocimientos
En 2021, su historia apareció recogida en una nueva edición del libro Cuentos de buenas noches para niñas rebeldes.